# Priceless Jazz Collection (альбом Бетти Картер)
Priceless Jazz Collection — сборник американской певицы Бетти Картер, выпущенный в 1999 году на лейбле GRP Records в рамках одноимённой серии. В альбоме собраны записи Картер для лейблов Peacock и ABC-Paramount конца 1960-х.

## Отзывы критиков
| Оценки критиков               | Оценки критиков |
| Источник                      | Оценка          |
| ----------------------------- | --------------- |
| AllMusic                      | [ 1 ]           |
| Encyclopedia of Popular Music | [ 2 ]           |

Стивен Томас Эрлевайн из AllMusic назвал его «сборником среднего уровня» и добавил, что «хотя этот диск вряд ли можно назвать полным, тем не менее, он предлагает многие из её лучших композиций для лейбла, что делает этот диск отличным выбором для неофитов и любознательных слушателей — он одновременно доступный и развлекательный».

## Список композиций
1. «You’re Driving Me Crazy (What Did I Do)» (Уолтер Дональдсон) — 1:45
2. «My Reverie» (Ларри Клинтон) — 2:47
3. «Babe’s Blues» (Джон Хендрикс, Рэнди Уэстон) — 2:49
4. «Blue Bird of Happiness» (Шандор Хармати, Эдвард Хейман) — 1:40
5. «You’re Getting to Be a Habit with Me» (Эл Дубин, Гарри Уоррен) — 2:30
6. «Remember» (Ирвинг Берлин) — 2:24
7. «Make It Last» (Боб Хеймс, Гленн Г. Пакстон) — 4:30
8. «Mean to Me» (Фред Э. Алерт? Рой Терк) — 2:04
9. «By the Bend of the River» (Клара Эдвардс) — 2:17
10. «Jazz (Ain’t Nothin' But Soul)» (Норман Мапп) — 1:56
11. «But Beautiful» (Джонни Берк, Джеймс Ван Хьюзен) — 3:58
12. «Stormy Weather (Keep Rainin' All The Time)» (Гарольд Арлен, Тед Колер) — 3:21
13. «Something Wonderful» (Оскар Хаммерстайн II, Ричард Роджерс) — 3:35
14. «Don’t Weep For The Lady» (Даршан Сингх) — 3:00
15. «Foul Play» (Норман Мапп) — 2:21
16. «At Sundown» (Уолтер Дональдсон) — 2:42
17. «I Don’t Want to Set the World on Fire» (Бенни Бенджамин, Эдди Дарем, Сол Маркус, Эдди Сейлер) — 2:22
18. «On the Isle of May» (Мак Дэвид, Андре Костеланец, Пётр Чайковский) — 2:02
19. «I Can’t Help It» (Бетти Картер) — 2:44

## Участники записи
Музыканты
- Альт-саксофон — Джиджи Грайс, Джимми Пауэлл
- Аранжировки — Бенни Голсон, Джиджи Грайс, Мелба Листон, Рэй Коупленд, Ричард Уэсс, Томми Брайс
- Баритон-саксофон — Сахиб Шихаб
- Бас-гитара — Пек Моррисон, Сэм Джонс
- Вокал — Бетти Картер
- Дирижёр — Джиджи Грайс, Ричард Уэсс
- Тенор-саксофон — Бенни Голсон, Джером Ричардсон
- Тромбон — Мелба Листон
- Труба — Кенни Дорэм, Рэй Коупленд
- Ударные — Спекс Райт
- Фортепиано — Уинтон Келли

Продакшн
- Продюсер сборника — Боб Белден
- Примечания — Джим Макни
- Цифровое редактирование — Эрик Нойзер